# مجموعة هندوجا
مجموعة هندوجا هي تكتل هندي متعدد الجنسيات. تتواجد المجموعة في أحد عشر قطاعًا بما في ذلك السيارات والنفط والمواد الكيميائية المتخصصة والخدمات المصرفية والمالية وتكنولوجيا المعلومات وأنظمة تكنولوجيا المعلومات والأمن السيبراني والرعاية الصحية والتجارة وتطوير مشاريع البنية التحتية ووسائل الإعلام والترفيه والطاقة والعقارات. يمتلك الأخوان هندوجا حوالي 100 مليار دولار أمريكي من الأصول في جميع أنحاء العالم. تمتلك عائلة هندوجا حوالي 5 دولار أمريكي من الأصول في أمريكا. بلغ صافي ثروة الأخوين هندوجا في عام 2022 32 دولار أمريكي مما جعلهم أغنى الناس في المملكة المتحدة.  في مايو 2023 توفي بطريرك أو الأب الروحي الشركة سريتشاند هندوجا.